# Ommatoptera pictifolia
Ommatoptera pictifolia är en insektsart som först beskrevs av Walker, F. 1870.  Ommatoptera pictifolia ingår i släktet Ommatoptera och familjen vårtbitare. Inga underarter finns listade i Catalogue of Life.

## Bildgalleri

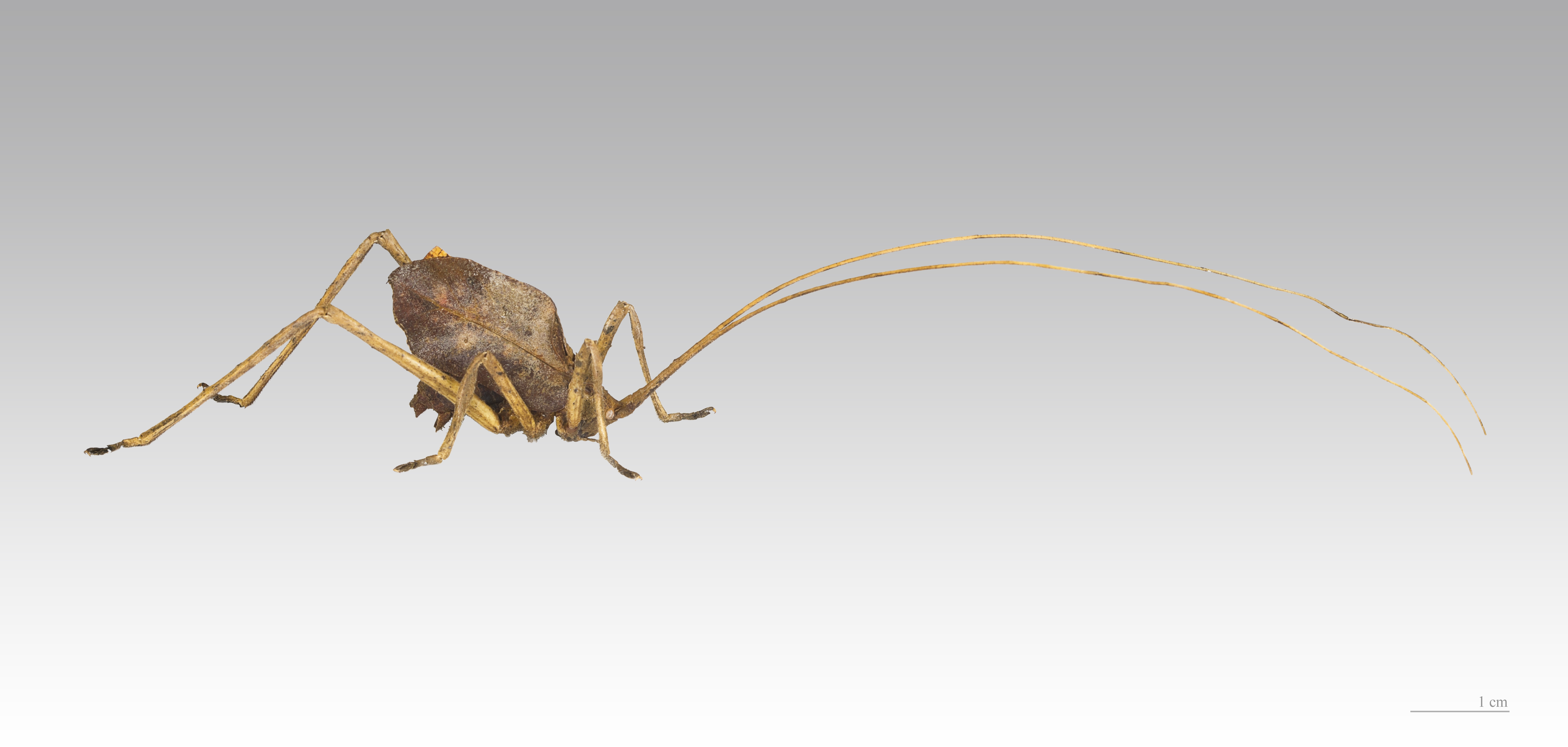